# جيم فيرتشايلد
جيم فيرتشايلد (بالإنجليزية: Jim Fairchild)‏ هو مغن مؤلف ومغني وعازف قيثارة ومنتج أسطوانات أمريكي، ولد في 8 أكتوبر 1973 في فريسنو في الولايات المتحدة.

## وصلات خارجية
- الموقع الرسمي
- جيم فيرتشايلد على موقع ميوزك برينز (الإنجليزية)
- جيم فيرتشايلد على موقع ديسكوغز (الإنجليزية)